# Kilmahew Castle
Kilmahew Castle ist die Ruine einer Burg nördlich von Cardross in Argyll and Bute, Schottland. Kilmahew ist benannt nach seinem Schutzheiligen, Mochta (Mahew).

## Geschichte
Kilmahew Castle wurde auf dem Land der Napiers von Malcolm, dem Earl of Lennox nach 1290 erbaut. Die Burg selbst wurde im 16. Jahrhundert von dem Clan Napier erbaut, der sie für 18 Generationen besaß. Die Napiers, die im Besitz von Kilmahew waren, sind bekannt als Vorfahren der meisten Napiers in Nordamerika wie auch als Sippe, die viele Ingenieure hervorgebracht hat, darunter Robert Napier, den „Father of Clyde Shipbuilding“, und David, James und Montague Napier, die Besitzer von Napier & Son.
Das Anwesen wurde von George Maxwell of Newark and Tealing (1678–1744) im Jahr 1694 geerbt, als er den Namen seines Großvaters mütterlicherseits, John Napier of Kilmahew annahm, der ohne legitime Kinder starb. Nach seinem Tode wurde das Anwesen erfolgreich von seiner illegitimen Tochter, Jean Smith, die mit David Brydie vermählt war, beansprucht und wurde 1820 schließlich an Alexander Sharp als Rückzahlung von Spielschulden übergeben. 1839 wurde das Anwesen von James Burns of Bloomhill erworben, dem Sohn von Rev. Dr. John Burns, der schließlich 1871 in der Burg starb.
Die Ruine wurden vom Erzbistum Glasgow, zusammen mit der Umgebung des Anwesens, 1948 erworben. Sie steht heute als Scheduled Monument und Kategorie-B-Bauwerk unter Denkmalschutz.

## Konstruktion
Die Burg ist ein viergeschössiger Wohnturm aus dem 16. Jahrhundert. Einige offensichtliche gotische Elemente wurden im 19. Jahrhundert von Alexander Sharp, dem damaligen Besitzer der Burg hinzugefügt.